# Nicco Montaño
Nicco Montaño (16 de diciembre de 1988, Lukachukai, Arizona, Estados Unidos) es una artista marcial mixta estadounidense que compitió en la división de peso mosca de Ultimate Fighting Championship. Fue la campeona inaugural del peso mosca femenino de la UFC.

## Antecedentes
De ascendencia navajo, chickasaw e hispana, Montaño nació el 16 de diciembre de 1988 en Lukachukai, Arizona. Se graduó de la Escuela Secundaria de Chinle en 2006 y luego asistió a la Universidad Estatal de Arizona, en Tempe, AZ antes de transferir a Diné College en Tsaile, AZ, y, finalmente, terminando en Fort Lewis College en Durango, Colorado. Fue allí, en Durango, donde se inscribió en la Academia de Artes Marciales de Durango y encendió su pasión por las artes marciales.
Montaño comenzó a entrenar en el boxeo a una edad temprana. Con el tiempo se dedicó al jiu-jitsu antes de convertirse en luchadora de MMA en 2013.

## Carrera en las artes marciales mixtas

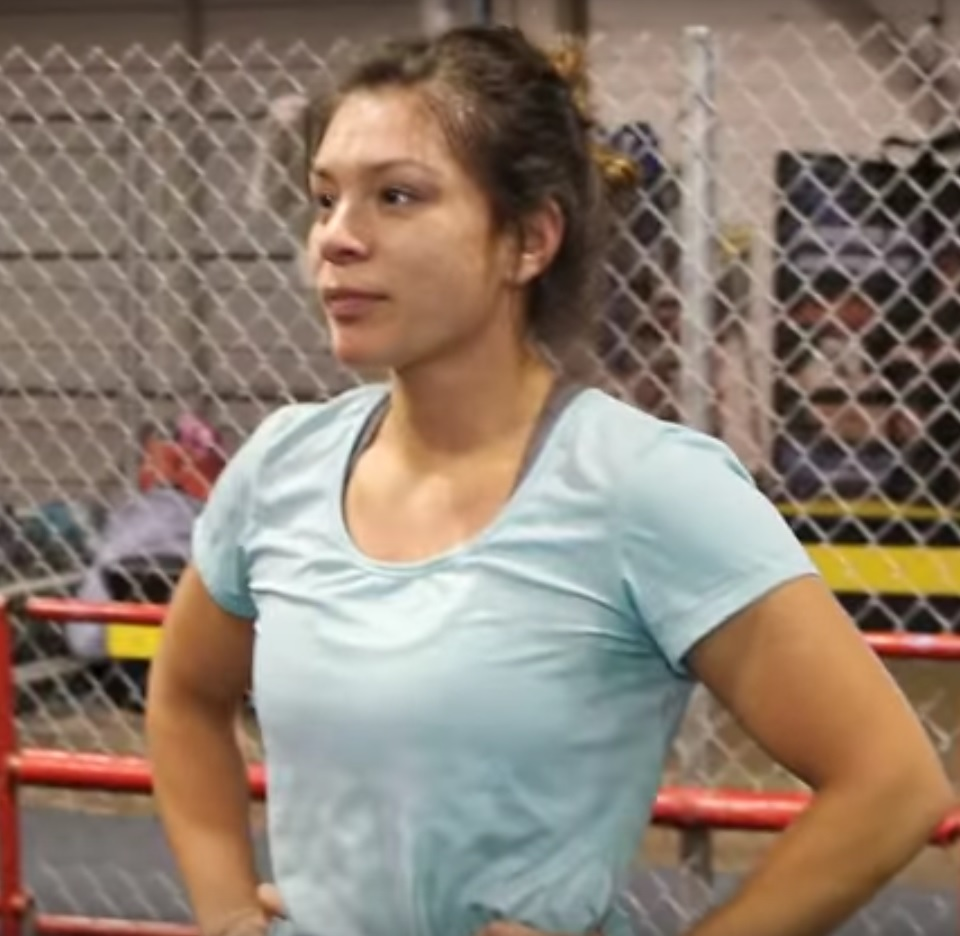
Montaño en 2016

Después de una carrera amateur que la vio producir un récord de 5-0, Montaño hizo su debut profesional en las artes marciales mixtas en noviembre de 2015. Compitiendo principalmente para King of the Cage, donde ganó el Campeonato Femenino de Peso Mosca de KOTC, Montaño compiló un récord de 3-2 antes de unirse al elenco de The Ultimate Fighter 26 a mediados de 2017.

### The Ultimate Fighter
En agosto de 2017, se anunció que Montaño era uno de los luchadores seleccionados para estar en The Ultimate Fighter: A New World Champion.
En su primera pelea en el programa, Montaño se enfrentó a la veterana de la UFC Lauren Murphy. Ganó el combate por decisión unánime tras dos asaltos.
En los cuartos de final, Montaño se enfrentó a Montana Stewart. Ganó el combate por decisión unánime tras dos asaltos.
En las semifinales, Montaño se enfrentó a la ex campeona de peso mosca de Invicta FC, Barb Honchak. Ganó el combate por decisión unánime tras tres asaltos.

### Ultimate Fighting Championship
Se esperaba que Montaño luchara contra Sijara Eubanks por el inaugural Campeonato de Peso Mosca Femenino de la UFC en The Ultimate Fighter 26 Finale el 1 de diciembre de 2017. Sin embargo, Eubanks fue retirada de la pelea por una insuficiencia renal mientras intentaba hacer peso, y fue sustituida por Roxanne Modafferi. Montaño ganó el combate por decisión unánime y se adjudicó el inaugural título de peso mosca femenino de la UFC. Esta victoria también le valió la bonificación de Pelea de la Noche. En la entrevista posterior al combate, Montaño reveló sus dificultades económicas antes de su victoria y su agradecimiento por el dinero del premio que iba a recibir:

"Antes de esta noche éramos muy pobres, en realidad. Voy a mudarme a un apartamento con algo de presión de agua, y a comprar buena comida y golosinas para mis gatos".

Montaño estaba programada para enfrentarse a Valentina Shevchenko el 8 de septiembre de 2018 en UFC 228. Sin embargo, antes de los pesajes para el evento, Montaño fue trasladada a un hospital debido a los efectos del corte de peso y el combate fue cancelado. Montaño fue posteriormente despojada del título de peso mosca femenino de la UFC.
Se informó que el 23 de abril de 2019, Montaño fue suspendida por la USADA durante 6 meses por dar positivo por ostarina en una prueba fuera de competición realizada el 25 de octubre de 2018. Suspensión retroactiva desde el 15 de noviembre de 2018. Es elegible para volver a pelear el 15 de mayo de 2019.
Se esperaba que Montaño se enfrentara a Sara McMann en un combate de peso gallo el 13 de julio de 2019 en UFC Fight Night: de Randamie vs. Ladd. Sin embargo, McMann se retiró del combate alegando una lesión y fue sustituida por Julianna Peña. Perdió el combate por decisión unánime.
Montaño tenía previsto enfrentarse a Macy Chiasson el 15 de febrero de 2020 en UFC Fight Night: Anderson vs. Błachowicz 2. Sin embargo, Montaño se vio obligada a retirarse del evento debido a una lesión y fue sustituida por Shanna Young.
Montaño tenía previsto enfrentarse a Julia Avila el 8 de agosto de 2020 en UFC Fight Night: Lewis vs. Oleinik. Sin embargo, debido a que el entrenador de Montano, John Wood, dio positivo por COVID-19, el combate fue reprogramado para UFC Fight Night: Overeem vs. Sakai. Sin embargo, Montaño dio positivo por COVID-19 y el combate se trasladó a UFC on ESPN: Holm vs. Aldana. Posteriormente, el 3 de septiembre, se anunció que Montaño se retiró del combate debido a restricciones de viaje. A su vez Avila fue reprogramada para enfrentar a Sijara Eubanks en el UFC Fight Night: Waterson vs. Hill el 12 de septiembre.
Montaño estaba programada para enfrentar a Karol Rosa el 6 de febrero de 2021 en UFC Fight Night: Overeem vs. Volkov. Sin embargo, por razones no reveladas, fue retirada del combate y sustituida por Joselyne Edwards.
Montaño tenía previsto enfrentarse a Wu Yanan el 31 de julio de 2021 en UFC on ESPN: Hall vs. Strickland. Debido al exceso de peso de Montaño en 143 libras, o siete libras por encima del máximo de 136 libras permitido para los combates de peso gallo sin título, el combate de Montaño contra Yanan fue cancelada.
El 3 de agosto de 2021, Montaño fue liberada por la UFC.

## Campeonatos y logros

### Artes marciales mixtas
- Ultimate Fighting Championship
  - Campeona de Peso Mosca Femenino de la UFC (una vez, inaugural)
  - Pelea de la Noche (una vez) vs. Roxanne Modafferi[14]

## Récord en artes marciales mixtas
| Resultado | Récord | Oponente          | Método              | Evento                                            | Fecha                   | Ronda | Tiempo | Localización              | Notas |
| --------- | ------ | ----------------- | ------------------- | ------------------------------------------------- | ----------------------- | ----- | ------ | ------------------------- | --- |
| Derrota   | 4-3    | Julianna Peña     | Decisión (unánime)  | UFC Fight Night: de Randamie vs. Ladd             | 13 de julio de 2019     | 3     | 5:00   | Sacramento, California    | Regreso al peso gallo. |
| Victoria  | 4-2    | Roxanne Modafferi | Decisión (unánime)  | The Ultimate Fighter: A New World Champion Finale | 1 de diciembre de 2017  | 5     | 5:00   | Las Vegas, Nevada         | Ganó el inaugural Campeonato de Peso Mosca Femenino de la UFC. Ganó el torneo femenino de peso mosca de The Ultimate Fighter 26. Pelea de la Noche. Posteriormente fue despojada del título tras ser hospitalizada debido a su corte de peso para UFC 228. |
| Derrota   | 3-2    | Julia Avila       | Decisión (unánime)  | HD MMA 7: Avila vs. Montaño                       | 7 de enero de 2017      | 5     | 5:00   | Oklahoma City             | Por el Campeonato Femenino de Peso Gallo de la HD MMA. |
| Victoria  | 3-1    | Jamie Milanowski  | TKO (puñetazos)     | KOTC: Social Disorder                             | 8 de octubre de 2016    | 4     | 4:34   | Sloan, Iowa               | Ganó el Campeonato Femenino de Peso Mosca del KOTC. |
| Victoria  | 2-1    | Shana Dobson      | Decisión (unánime)  | KOTC: Will Power                                  | 13 de agosto de 2016    | 3     | 5:00   | Albuquerque, Nuevo México | Debut en el peso mosca. |
| Derrota   | 1-1    | Pam Sorenson      | Decisión (dividida) | KOTC: Frozen War                                  | 20 de febrero de 2016   | 3     | 5:00   | Walker, Minnesota         | |
| Victoria  | 1-0    | Stacey Sigala     | TKO (puñetazos)     | KOTC: Evolution                                   | 20 de noviembre de 2015 | 1     | 4:15   | Albuquerque, Nuevo México | Debut en el peso gallo. |